# Tritoma tenebrosa
Tritoma tenebrosa är en skalbaggsart som beskrevs av Henry Clinton Fall 1912. Tritoma tenebrosa ingår i släktet Tritoma och familjen trädsvampbaggar. Inga underarter finns listade i Catalogue of Life.